# U 126 (Kriegsmarine)
De U 126 was een U-boot van de IX C-klasse van de Duitse Kriegsmarine tijdens de Tweede Wereldoorlog. Deze U-boot stond onder commando van luitenant-ter-zee Ernst Bauer tot begin 1943 en werd tot zinken gebracht op 3 juli 1943.

## Geschiedenis
De hulpkruiser HSK Atlantis maakte op 22 november 1941 een rendez-vous met de U 126. Terwijl de U-bootcommandant, luitenant-ter-Zee Ernst Bauer, op de hulpkruiser was om het overtanken van de brandstof te regelen, verkende het watervliegtuig van de Britse kruiser HMS Devonshire de twee schepen. De Devonshire bracht de Atlantis tot zinken. Wegens de aanwezigheid van de U-boot kon de Devonshire geen overlevenden oppikken. Dus moest de U 126 voor de overlevenden van de Atlantis zorgen, in totaal ruim 400 man.
De Python, een ander Duits bevoorradingsschip, kreeg bevel zich naar de U 126 te begeven en de overlevenden van de Atlantis aan boord te nemen. Op 25 november waren ze veilig en wel aan boord, maar op 1 december ontmoette de Devonshire de Python en bracht het Duitse bevoorradingsschip tot zinken. Vier U-boten die in de buurt waren namen gezamenlijk niet minder dan 414 overlevenden van de Python en de Atlantis aan boord, en met ieder hoekje van hun beperkte ruimte vol schipbreukelingen, zetten ze koers naar huis. In de buurt van de archipel Kaapverdië namen enkele Italiaanse onderzeeërs aan het reddingswerk deel en tegen eind januari 1942 waren alle overlevenden, na een reis van ong. 5.000 zeemijl, veilig en wel gearriveerd in havens aan de Golf van Biskaje.
Begin maart 1942 ging de U 126 op patrouille in de Caribische Zee, en binnen twee weken bracht hij negen vrachtschepen tot zinken.

## Ondergang
De U 126 zonk op 3 juli 1943 ten noordwesten van Kaap Ortegal, Spanje in positie 46° 2′ 0″ NB, 11° 23′ 0″ WL door dieptebommen van een Britse Vickers Wellington-vliegtuig (Squadron 172/R). Er vielen 55 doden. Alle bemanningsleden kwamen om.

## Commandanten
- 22 maart 1941 - 28 februari 1943: Kptlt. Ernst Bauer (Ridderkruis)
- 1 maart 1943 - 3 juli 1943: Oblt. Siegfried Kietz